# スピノール
数学および物理学におけるスピノル（英語: spinor; スピノール、スピナー）は、特に直交群の理論に於いて空間ベクトルの概念を拡張する目的で導入された複素ベクトル空間の元である。これらが必要とされるのは、与えられた次元における回転群の全体構造を見るためには余分の次元を必要とするからである。
空間の回転などの作用に伴って一定の変換をするが、スピノルの適当な二次形式を用いればベクトルを表すことができるので、ベクトルよりもさらに基本的な量であると言える。もっと形式的に、スピノルは与えられた二次形式付きベクトル空間から、代数的なあるいは量子化の手続きを用いることで構成される幾何学的な対象として定義することもできる。与えられた二次形式は、スピノルのいくつか異なる型を記述するかも知れない。与えられた型のスピノル全体の成す集合は、それ自身回転群の作用を持つ線型空間であるが、作用の符号について曖昧さがある。それゆえに、スピノル全体の空間は回転群の射影表現を導く。符号の曖昧さは、スピノル全体の空間を、スピン群 Spin(n) のある線型表現と見なすことによって除くこともできる。この形式的な観点では、スピノルについての多くの本質的で代数的な性質が（空間幾何での話に比べて）よりはっきり見て取れるが、もとの空間幾何との繋がりはわかりにくい。このほか、複素係数の使用を最小限に押さえることができる。
一般のスピノルは、1913年にエリ・カルタンによって発見され、後に電子や他のフェルミ粒子の内在する角運動量、即ちスピン角運動量の性質を研究するために、量子力学に適用された。量子力学においてスピノルは、半整数スピンを持つフェルミ粒子の波動関数を記述する際に不可欠な量であり、今日では物理学の様々な分野で用いられている。例を挙げると、古典論では三次元のスピノルが非相対論的な電子のスピンを記述する際に、相対論的量子力学ではディラック・スピノルが相対論的な電子の量子状態を数学的に記述する際に、場の量子論では相対論的な多粒子系の状態を記述する際に、それぞれ必須の概念としてスピノルが活用されている。
数学においても、特に微分幾何学および大域解析学の分野では、スピノルが発見されて以来、代数的位相幾何学・微分位相幾何学、斜交幾何学、ゲージ理論、複素代数幾何、指数定理、および特殊ホロノミー などに対して幅広い応用がなされている。

## 概略
古典的な空間幾何学において、回転や超平面に関する鏡映の作用を受けることにより、ベクトルは決まった振る舞いを示す。しかし、回転と鏡映はある意味でベクトルに対するそれらの作用という言葉で表されるよりも詳細な幾何学的な情報を含む。スピノルは、この幾何学をより十分に取り込むために構成された対象である（方位のもつれを参照）。
スピノルの概念を捉えるために、本質的に2つの方法がある。
一つは群の表現によるものである。この視点では、先験的に直交群のリー代数の表現には普通のテンソルによる構成では得られないものが存在することがわかる。これらの失われた表現は「スピン表現」、その構成要素はスピノルと呼ばれる。この視点において、スピノルは必ず回転群 SO(n, R) の、あるいはより一般に符号数が (p, q) である空間における不定符号特殊直交群 SO(p, q, R) の、二重被覆群の表現（の表現空間）に属さねばならない。これらの二重被覆は、スピン群 Spin(p, q) と呼ばれるリー群である。スピノルの全ての性質とその応用、及び派生するものは、まずスピン群において明らかにされる。
もう一つは、幾何学的な見方である。スピノルを明示的に構成すれば、関連するリー群の作用の下でどのような振舞いをするかがわかる。この後者のアプローチには、スピノルが何であるかということの具体的で初等的な記述を与えることができるという利点がある。しかしながら、このような記述は（フィエルツ恒等式のような）スピノルの込み入った性質が必要とされるときには手に余る。

### クリフォード代数
クリフォード代数の言葉を用いて、任意のスピン群のスピン表現のすべてを詳細に記述することができる。そしてクリフォード代数の分類を通して、それら表現の間の様々な関係が得られる。幾何代数の型を導入することによりアド・ホックな構成の必要がほとんどなくなる。
クリフオード代数の性質を用いると、スピノルからなる既約空間すべての数と型を決定することができる。この観点でスピノルとは、複素数全体 C 上定義されたクリフオード代数 Cln(C)（あるいはもっと一般的に、実数全体 R 上定義された Clp,q(R) ）の基本表現の元のことである。いくつかの場合には、Spin(p, q) の作用の下でスピノルが既約成分に分かれるのをはっきり見て取ることができる。
詳しく述べると、V を非退化双線型形式 g を備えた有限次元複素ベクトル空間とするとき、幾何代数 (V, g) のクリフォード代数とは、V によって生成され、反交換関係 xy + yx = 2g(x, y) を基本関係式として定まる代数 Cl(V, g) のことである。これは、ガンマ行列全体あるいはパウリ行列全体の生成する代数の抽象化になっている。クリフォード代数 Cln(C) は、n = dim(V) = 2k のとき、2k-次複素行列環 Mat(2k, C) に、またn = dim(V ) = 2k + 1 のとき、2k-次行列環二つのコピーからなる代数 Mat(2k,C) ⊕ Mat(2k,C) に代数的に同型である。故に、Cln(C) は、2k 次元の、通常 δ で表される唯一つの既約表現を持つ。定義により、このような既約表現（の表現空間）はいずれもスピノルからなる空間で、スピン表現と呼ばれる。
クリフォード代数 Cl(V, g) の V に含まれる偶数個のベクトルの積によって生成される部分代数は、直交群のリー代数 so(V, g) を（交換子積のもとで）部分リー代数として含む。従って、Δ は so(V, g) の表現である。n が奇数の場合にはこの表現は既約である。n が偶数の場合には、それは再び「半スピン表現」と呼ばれる2つの既約表現によって Δ = Δ+ ⊕ Δ− と分解される。
V が実ベクトル空間である場合の既約表現は、更に複雑である。詳細はクリフォード代数#スピノルの項を参照のこと。

## 表現論におけるスピノル
スピノルの構成の一番の数学的応用は、特殊直交群のリー環の線型表現（従ってそれ自身のスピノル表現）の明示的な構成が可能となることである。もう少し深いところでは、指数定理へのアプローチの核心部分にスピノルの存在が発見され、また特に半単純群の離散系列表現の構成を与えることがわかっている。